# Tripelbinding
En trippelbinding er en kemisk binding imellem to atomer, der involverer seks elektronparbinding er i stedet for de normale to i en kovalent enkeltbinding. Trippelbindinger er stærkere end de ækvivalente enkelt- eller dobbeltbindinger, mend en med et bindingstal på tre.
Den mest almindelige trippelbinding er i nitrogen N2 molekylet; og det næstmest almindelige er imellem to carbonatomer, der findes i alkyner. Andre funktionelle grupper, der indeholder trippelbindinger, er cyanider og isocyanider. Nogle diatomare molekyler som difosfor og carbonmonoxid sidder også sammen med trippelformel. I skeletformeler bliver trippelbindinger tegnet som tre parallele linjer (≡) mellem de to atomer, som der er bundet sammen.
|                   |                   |                    |
| acetylen, H−C≡C−H | cyanogen, N≡C−C≡N | carbonmonoxid, C≡O |